# Église de la Compagnie de la Discipline-de-la-Sainte-Croix
L'église de la Compagnie de la Discipline-de-la-Sainte-Croix (chiesa della Compagnia della Disciplina della Santa Croce) est une église du centre historique de Naples.

## Histoire
L'église est le siège d'une des plus anciennes institutions nobiliaires religieuses de Naples et l'une des plus prestigieuses, l'Augustissime Compagnie de la Discipline-de-la-Sainte-Croix, fondée en 1290. Elle a toujours été un lien crucial dans l'histoire des relations du royaume de Naples avec les États pontificaux. En 1384, l'église est refaite par la volonté du cardinal Brancaccio. Un siècle plus tard, en 1485, l'église est fermée au culte sur ordre du roi Ferdinand car un certain nombre de membres de la noblesse napolitaine faisant partie de la Compagnie avaient trempé dans la conjuration des barons. La Compagnie est restaurée en 1551 et l'église est rouverte au culte.
Dans la seconde moitié du XVIIe siècle, l'église est remaniée par les architectes baroques Dionisio Lazzari et Arcangelo Guglielmelli et encore plus à fond au XVIIIe siècle. Les derniers réaménagements ont lieu jusqu'en 1930, lorsque le pavement et le plafond sont refaits.
Actuellement, l'église est fermée au public, mais la Compagnie est toujours fort active dans le domaine de la solidarité sociale et des initiatives culturelles, dont son activité dans l'importante maison d'édition Electa. 

## Description

### Extérieur
La façade du XVIIIe siècle présente des lésènes colossales d'ordre ionique. Le portail de piperno est caractérisé par un tympan circulaire avec un blason, surmonté d'une grande fenêtre ornée de stucs. La façade est couronnée d'un tympan triangulaire avec un oculus central et orné d'acrotères en forme de coupes.

### Intérieur
Le pavement de la première moitié du XVIIIe siècle est l'œuvre de Giuseppe Massa. Au milieu, on remarque la tombe de Bartolomeo del Sasso remontant à 1367. Les toiles qui étaient conservées dans l'église sont de peintres fameux. La plupart sont actuellement conservées dans des dépôts, comme un tableau de Marco Pino.
Le maître-autel est l'œuvre de l'atelier de Lorenzo Vaccaro. Il y avait au-dessus un panneau  figurant La Déposition du Christ. Les stalles de bois datant de 1603 sont de Nunzio Maresca.

### Le jardin
L'édifice annexe possède un cloître, autrefois verger d'agrumes, qui était décoré de fresques du XVIIIe siècle narrant la Vie de Jésus. Une seule a survécu, celle montrant Jésus et la Samaritaine.
L'entière structure est aujourd'hui victime d'incurie et dans un état alarmant.

## Source de la traduction
- (it) Cet article est partiellement ou en totalité issu de l’article de Wikipédia en italien intitulé « Chiesa della Compagnia della Disciplina della Santa Croce » (voir la liste des auteurs).